# Kryssmast

Tremastad fullriggare med, från fören (höger) räknat, fockmast, stormast och kryssmast.

Kryssmast är en beteckning som används för den aktersta masten på ett tremastat fullriggat skepp (är skeppet barkriggat kallas den aktersta masten mesanmast). På ett fyr- eller femmastat, bark- eller fullriggat, skepp är kryssmasten den näst aktersta masten (den aktersta masten heter då jiggermast på en fullriggare, mesanmast på en bark).